# طه أكيول
طه أكيول (بالتركية: Taha Akyol)‏ ، صحفى وكاتب تركى ذو أصل أبخازى.
ولد عام 1946 في يوزغات. والده مصطفى، ووالدته فاطمة أكيول. أتم دراسته الابتدائية والمتوسطة والثانوية في يوزغات. أنهى دراسته بكلية الحقوق جامعة إسطنبول. بدأ العمل بالكتابة عام1977 في جريدة (كل يوم). قبل انقلاب 12 سبتمبر 1980 كان ضمن إدراة حزب الحركة القومية، وقبض عليه عد الانقلاب وقبع في سجن ماماق لمدة طويلة. حوكم أمام المحكمة العسكرية وتمت تبرئته. عمل في مجلة يانقى، وجرائد (القومية، والميدان، والترجمان). ومنذ منتصف الثمانينيات اتجه إلى الليبرالية واليمينية مبتعدا عن خط القومية التركية. في حين انه كان ليبرالي تقليدي وايضا سياسي واقتصادي، فإنه اعتنق فكر الطرف اليميني في مجالات السياسة الخارجية والثقافة. لايزال أكيول «عضو مجلس امناء جامعة TOBB للتكنولوجيا والاقتصاد» يعمل حتى الآن منتج برامج بقناة “سي إن إن تُورك” وكاتب في جريدة الحرية. طه أكيول متزوج وهو أب لطفلين. كان والد مصطفي أكيول كاتب وصحفي.

## أعماله
• دستور ثورة أتاتورك 2012.
• الأب عدنان مندريس من الديموقراطية إلى الانقلاب 2011.
•الأزمة المشتركة 1915 الأتراك والأرمن 2009.
• لكن أيهم أتاتورك، يناير 2008 ، الطبعة الثالثة مارس 2008.
• من المدينة إلى لوزان، نوفمبر 2004.
• بين الكتب، يونيو 2002 ، الطبعة الثانية ديسمبر 2005.
• الخوارج وحزب الله، منابع الإرهاب في المجتمعات الإسلامية، مارس 2000 ن الطبعة الثالثة أبريل 2000.
•الدولة والعقيدة، لدى العثمانيين وإيران، يناير 1999 ، الطبعة السابعة نوفمبر 2006.
• على درب الحياة، خواطر ونصائح للشباب، نوفمبر 1997 ، الطبعة الثامنة أكتوبر 2007.
• العلم والوهم، 1997 ، والطبعة الخامسة ديسمبر 2005.
• تركيا في الثمانينيات.
• أذربيجان والسوفيات وغيرهم.
•الخوارج والشيعة.
•الشيوعية بدون لينين.
•العنف السياسى.
•استراتيجية السوفيات الروس وتركيا (مجلدين).
•من الماضى إلى المستقبل.
•تركيا من الميراث العثمانى إلى الجمهورية.

## الجوائز
•جائزة أ. د. محمد كابلان لصحفى العام عن العلوم الاجتماعية العالية (2007).